# Stalolidia germari
Stalolidia germari är en insektsart som beskrevs av Nielson 1979. Stalolidia germari ingår i släktet Stalolidia och familjen dvärgstritar. Inga underarter finns listade i Catalogue of Life.